# Pierre Minuit
Pour les articles homonymes, voir Minuit (homonymie).
Pierre Minuit, aussi appelé Peter Minuit ou Pieter Minnewit, né vers 1580 dans le duché de Clèves (Saint-Empire romain germanique) et mort le 5 août 1638 à Saint-Christophe (Petites Antilles) est un ecclésiastique et administrateur colonial allemand d'origine wallonne. Au service des Provinces-Unies, il est le troisième directeur de la Nouvelle-Néerlande.

## Biographie
Les parents de Pierre Minuit, calvinistes wallons originaires de Tournai (Belgique, alors Pays-Bas espagnols), fuient les persécutions religieuses sous le règne de Philippe II, et s'installent en Rhénanie. Leur fils Pierre naît ainsi dans le duché de Clèves, car la ville de Wesel était devenue un refuge pour les protestants dès 1540. Pierre devient diacre à la cathédrale Saint-Willebrord de Wesel (cf plaque commémorative sur le portail).
En plein essor, la Compagnie néerlandaise des Indes occidentales créée aux Provinces-Unies, engage Pierre Minuit. De nombreux noms de famille sont « néerlandisés » à l’époque, dont Rapalje pour Rapaille ou Minnewit pour Minuit. (Un autre usage courant était de donner aux gens comme patronyme le nom de la ville dont ils étaient originaires).

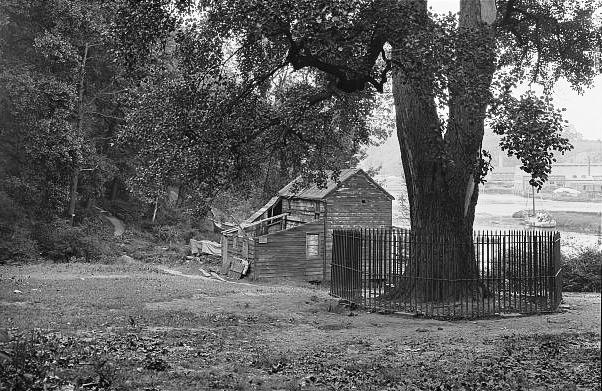
Tulipier sous lequel la vente de l'île de Manhattan aurait été négociée (photo ancienne).

La Compagnie veut écarter Willem Verhulst, gouverneur impopulaire de la Nouvelle-Belgique (nom que l'on retrouve gravé sur le sceau : sigillum Novi Belgii, sceau de la Nouvelle Belgique) traduction latine de la Nouvelle-Néerlande, et envoie comme nouveau gouverneur Pierre Minuit qui débarque sur l’île de Manhattan le 4 mai 1626.
Ce Wallon est ainsi gouverneur de la colonie, où s'établissent de nombreux immigrants wallons d'où le toponyme néerlandais Waal Straat (qui n’est pas la Wall Street d’aujourd’hui, mais Pearl Street).
Pierre Minuit se rend célèbre en achetant, le 24 mai 1626, l’île de Manhattan aux Amérindiens Manhattes, en échange de verroterie et autres colifichets, pour l’équivalent de 60 florins néerlandais, équivalant à 24 dollars du XIXe siècle.
Il défend les intérêts des colons, mais il se distingue par son attention à préserver aussi les intérêts des Indiens, en vertu du principe qu’une intégration harmonieuse de deux cultures vaut mieux que le rejet de la « moins » civilisée, qui amène, le plus souvent, des conflits.
Afin de garantir un monopole aux importations en provenance des Provinces-Unies des Pays-Bas, la Compagnie des Indes occidentales interdit aux colons le tissage de la laine ou de la toile, ainsi que la fabrication de drap ou de tout autre tissu sous peine d’être bannis ou punis comme parjures.
En 1631, la Compagnie néerlandaise des Indes occidentales suspend Minuit de son poste. L’année suivante, il est rappelé aux Provinces-Unies pour expliquer ses actions, à la suite des démêlés qui l’ont opposé au ministre de la Colonie, ainsi qu’à la convoitise et aux intrigues d’un directeur de la Compagnie néerlandaise des Indes occidentales voulant imposer son neveu en tant que gouverneur. En août, il est licencié et remplacé comme directeur général par Wouter van Twiller.
Son ami Willem Usselincx, également déçu par la Compagnie des Indes, a attiré l’attention de Minuit sur les efforts entrepris par les Suédois en vue de fonder une colonie sur le fleuve Delaware au sud de la Nouvelle-Hollande. En 1636 ou 1637, Minuit conclut des arrangements avec Samuel Blommaert (en) et la couronne suédoise pour créer la première colonie suédoise dans le Nouveau Monde et en devenir le premier gouverneur. Située sur le cours inférieur du fleuve Delaware, dans le territoire auparavant revendiqué par les Hollandais, elle reçoit le nom de Nouvelle-Suède. Au printemps 1638, Minuit et sa compagnie arrivent à bord du Fogel Grip et du Kalmar Nyckel à Swedes’ Landing (« atterrage, havre, débarcadère des Suédois »), aujourd’hui Wilmington (Delaware). Ayant été directeur de la Compagnie néerlandaise des Indes occidentales, et le prédécesseur du gouverneur d’alors, William Kieft, Minuit connaît le statut des terres bordant le Delaware. Il sait que les Hollandais ont établi des actes pour les terres à l’est du fleuve (New Jersey), mais pas pour les terres à l’ouest (le Maryland, le Delaware et la Pennsylvanie). Minuit et sa compagnie s'installent ainsi au Delaware où ils construisent Fort Christina et la Nouvelle-Suède cette année 1638.

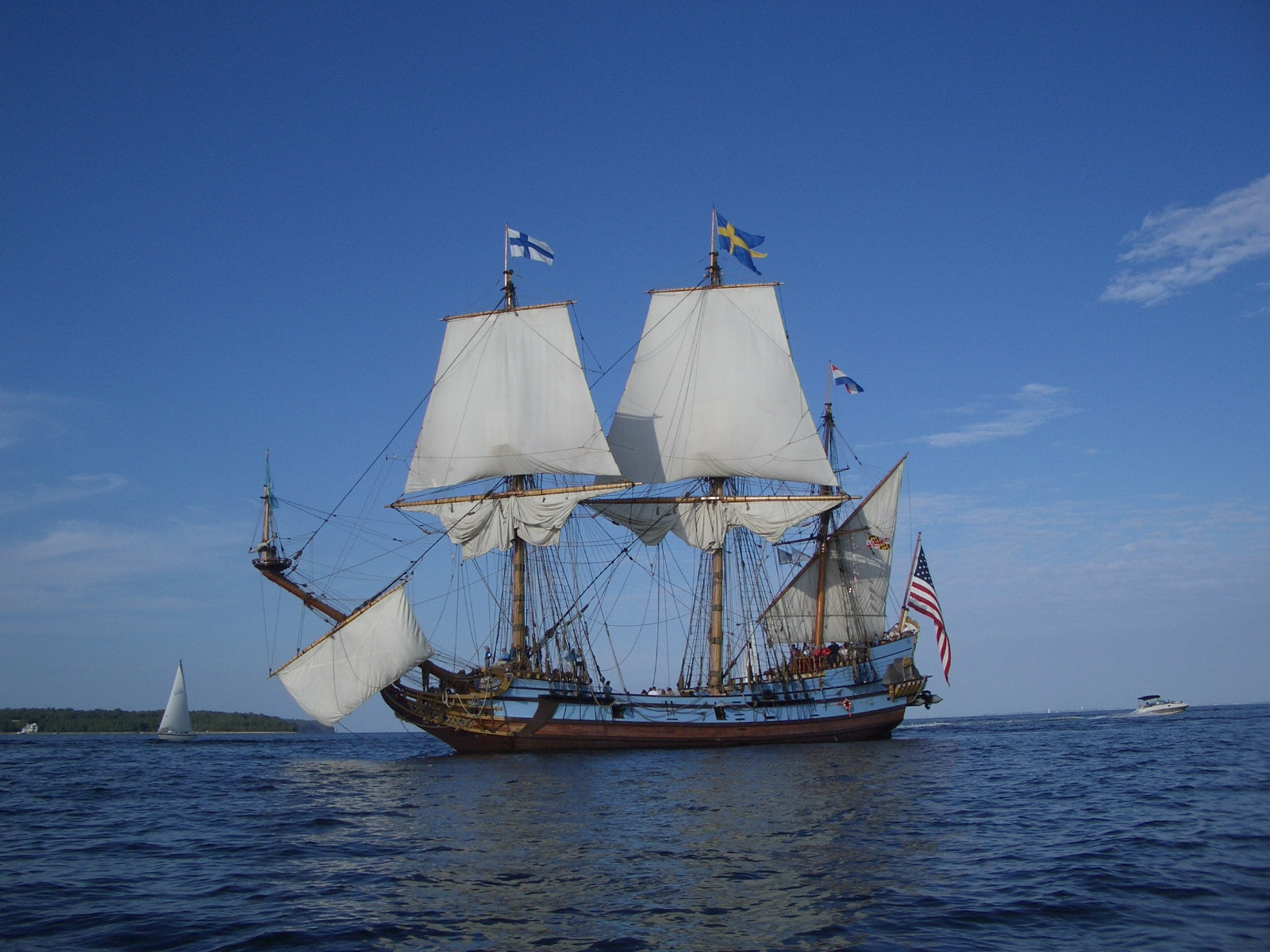
Le Kalmar Nyckel était l'un des navires sous le commandement de Pierre Minuit lorsque la Suède était une puissance coloniale. Photo de la réplique construite en 1997, basée à Wilmington, Delaware.

En choisissant la rive ouest du fleuve, Minuit s’affranchit des contraintes territoriales imposées par les Néerlandais et il rassembla les sachems des tribus delawares locales. Les sachems des Susquehannocks étaient aussi présents. Ils tinrent un conclave dans sa cabine sur le Kalmar Nyckel, et il persuada les sachems de signer quelques actes qu’il avait préparés afin de résoudre d’éventuels problèmes avec les Néerlandais. Ces actes ne survécurent pas. En effet, les Suédois déclarèrent que le segment de terre acquis incluait les terres à l’ouest du fleuve sud et en dessous la rivière Schuylkill ; en d’autres termes, l’actuelle Philadelphie, le Sud-Est de la Pennsylvanie, le Delaware et le Maryland. Le sachem Delaware Mattahorn, qui était un des participants de la transaction, soutenait au contraire que la taille des terres achetées était égale à celle qu’il faut pour planter « six arbres », et que le reste des terres occupées par les Suédois était volé.
Le directeur Kieft s’opposa à l’accostage des Suédois, mais Minuit ignora sa missive car il savait que les Néerlandais étaient militairement impuissants à ce moment. Minuit termina Fort Christina en 1638, puis repartit pour Stockholm pour embarquer un deuxième groupe de colons. C’est alors qu’il fit un détour par les Caraïbes pour embarquer une cargaison de tabac à revendre en Europe pour rentabiliser le voyage. Un ouragan survenu à Saint-Christophe lui fut fatal. Les fonctions officielles du gouvernorat furent reprises par le lieutenant Måns Nilsson Kling (en), dont le grade fut élevé à celui de capitaine pendant les deux ans nécessaires au gouvernement pour nommer et envoyer le nouveau gouverneur en Amérique. Les Suédois eurent le temps de réaliser neuf expéditions à la colonie jusqu’en 1655, date à laquelle les Hollandais capturèrent la colonie.

## Patrimoine

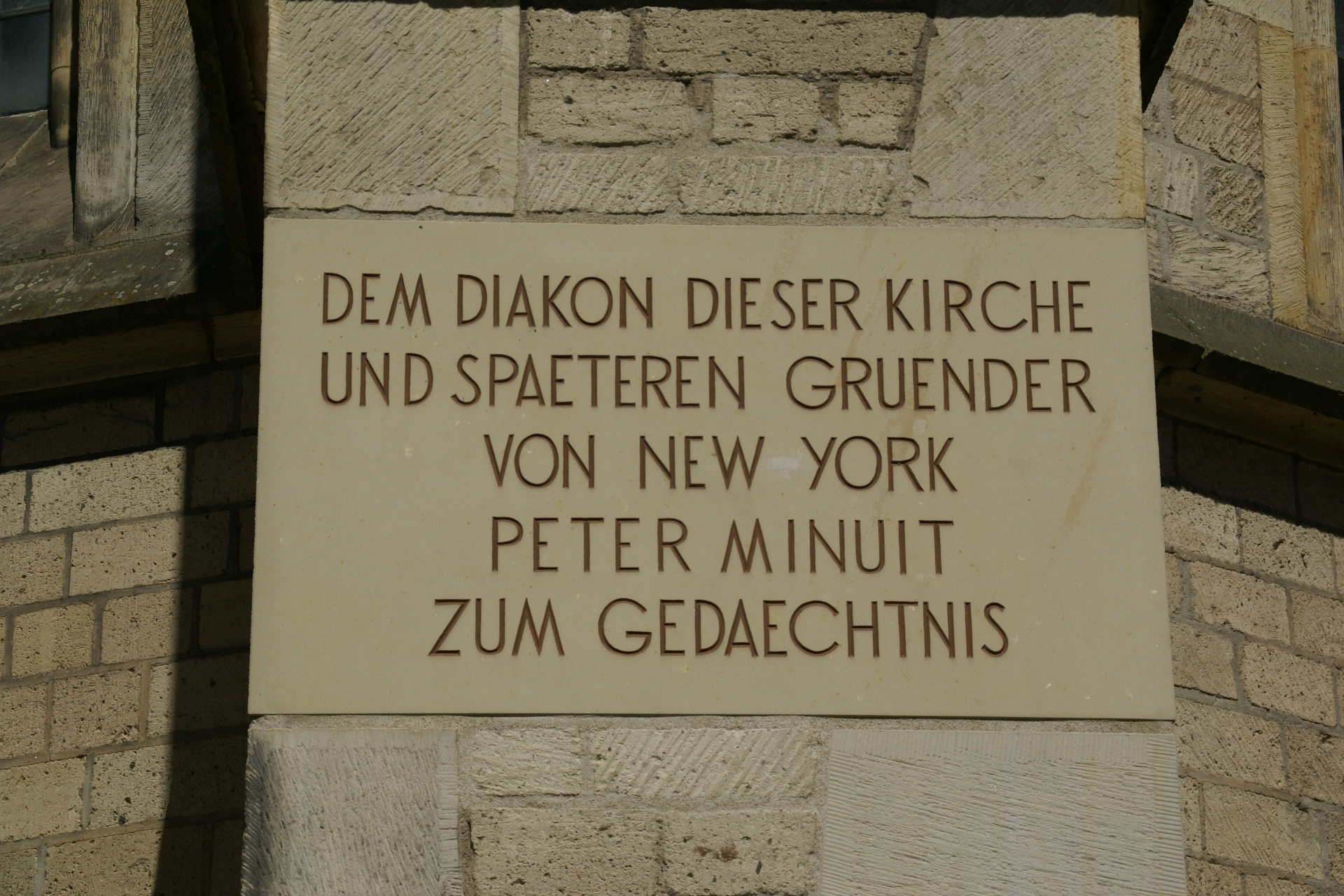
Plaque commémorative sur la cathédrale Saint-Willebrord de Wesel, en Allemagne, dont Pierre Minuit fut Diacre.

Aujourd’hui, une place située à proximité de Battery Park, sur la pointe sud de Manhattan porte le nom de Pierre Minuit.
Une pierre et une plaque commémorative, « Shorakkopoch Rock », ont été élevées, à Inwood Hill Park à New York, à l'endroit où s'élevait un tulipier sous lequel l'île a été vendue par les indiens Manhattan d'où le nom de l'île de Manhattan actuel.
Dans la commune d'Ohain en Belgique, il existe une avenue Pierre Minuit située dans le quartier dit 'Manhattan'.